# Andrej Gretsjko
Andrej Antonovitsj Gretsjko (Russisch: Андрей Антонович Гречко, Golodajevka (nadien Koejbisjev, vandaag Samara) (oblast Rostov), 17 oktober 1903 - Moskou, 26 april 1976) was een Sovjetmilitair. Hij bracht het tot maarschalk van de Sovjet-Unie en minister van Defensie van de Sovjet-Unie. Hij was ook lid van het machtige Politbureau waar de werkelijke machthebbers in de Sovjetstaat bijeenkwamen. 

## Biografie
Hij werd geboren in het dorp Golodajevka als zoon van Oekraïense boeren en trad al in 1919 toe tot het Rode Leger waar hij deel uitmaakte van de legendarische "Boedjonny-cavalerie". Na de Russische Burgeroorlog werd hij ingeschreven op het 6e Cavalerie-college in de stad Taganrog, waar hij in 1926 als officier afstudeerde . Hij werd in 1928 lid van de Communistische Partij en studeerde in 1936 ook af aan de Froenze Academie. Hij studeerde een paar weken voor het begin van Operatie Barbarossa af aan de Hogere Krijgsschool, de opleiding voor toekomstige generaals.  
Zijn eerste commando was de 34e Cavaleriedivisie tijdens zware gevechten rond Kremenchug in de buurt van Kiev in Oekraïne. Op 15 januari 1942 kreeg Gretsjko het commando over het gehele Ve Cavaleriekorps. Van maandag 15 april 1942 tot en met 16 oktober 1943, werd Andrej Gretsjko ingedeeld bij het 12e Leger, 47e Leger, 18e Leger, en 56e leger. Al deze eenheden maakten deel uit van het voor de nederlaag van de Duitsers beslissende Noord-Kaukasus Front, en Gretsjko leidde ze allemaal met onderscheiding. 
In oktober 1943 werd Andrej Gretsjko bevorderd tot plaatsvervangend opperbevelhebber van de 1e Oekraïense Front. Op 14 december 1943 werd hij de commandant van het 1e Gardeleger een positie die hij bekleedde tot aan het einde van de oorlog. Dit 1e Gardeleger was een deel van het 4e Oekraïense Front, dat werd geleid door kolonel-generaal Ivan Petrov. Gretsjko leidde de gardisten in een aantal offensieve operaties, voornamelijk in Hongarije en in Oostenrijk. 
Na de oorlog was Gretsjko tot 1953 de commandant van het militair district Kiev. Tussen 1953 en 1957 was hij bevelhebber van de Groep van Sovjetstrijdkrachten in Duitsland. Op 11 maart 1955 werd Andrej Gretsjko samen met vijf andere hooggeplaatste collega's die tijdens de Tweede Wereldoorlog hadden uitgeblonken gepromoveerd tot de rang van maarschalk van de Sovjet-Unie. Van 1957 tot 1960 was maarschalk Gretsjko bevelhebber van de Infanterie en van 1960 tot 1967 was hij opperbevelhebber van de troepen van het Warschaupact. Op 12 april 1967, werd Gretsjko benoemd tot minister van Defensie als opvolger van maarschalk Rodion Malinovski. Op 20 augustus 1968 vielen troepen van het Warschaupact Tsjecho-Slowakije binnen waar ze een eind maakten aan de Praagse Lente, een experiment met een gematigder socialisme.
Gretsjko vervulde de functie van minister van Defensie tot aan zijn dood in 1976. Tijdens de jaren 70 was maarschalk Gretsjko ook voorzitter van de redactionele commissie die de officiële Sovjet-geschiedenis van de Tweede Wereldoorlog schreef.
Voor zijn steun aan de kliek rond Leonid Brezjnev en Aleksej Kosygin die partijleider Nikita Chroesjtsjov in oktober 1964 wilden afzetten bedong Gretsjko dat de politici de strijdkrachten minder dan voorheen op basis van politieke overwegingen zouden besturen. Er moest een meer evenwichtige verdeling van het budget over de rivaliserende krijgsmachtonderdelen komen en de strijdkrachten moesten professioneler worden georganiseerd. 
Gretsjko was een actief lid van de Communistische Partij, en lid van het Politbureau. Als minister van Defensie zag hij toe op de modernisering van de Sovjet-leger, en hij was  in die rol verantwoordelijk voor de enorme expansie van de militaire en politieke macht van de Sovjet-Unie. De urn met zijn as werd bijgezet in de muur van het Kremlin in Moskou.
Hij was tweemaal Held van de Sovjet-Unie en eenmaal de Gouden Ster van een Held van de CSSR. Deze laatste onderscheiding ontving hij op 10 mei 1969 van de door de Inval van het Warschaupact in Tsjecho-Slowakije in het zadel geholpen orthodox communistische Tsjecho-Slowaakse regering. Er vielen 71 doden onder de bevolking.  Achteraf werd de Praagse Lente door de Sovjetregering tot een contrarevolutionaire samenzwering verklaard.
Maarschalk Gretsjko droeg zesmaal de Leninorde, driemaal de Orde van de Rode Banier, tweemaal de Orde van Soevorov Ie Klasse, tweemaal de Orde van Koetoezov Ie Klasse, tweemaal de Orde van Bogdan Chmelnitski Ie Klasse, de Orde van Suvorov IIe Klasse, de op zijn aandringen ingestelde Orde van Verdienste voor het Moederland in de Strijdkrachten van de Sovjet-Unie IIIe Klasse, de Jubileumsmedaille voor Militaire Dapperheid ingesteld ter herinnering aan de Honderdste Verjaardag van Vladimir Iljitsj Lenin, het Grootkruis in de Orde Virtuti Militari van Polen, de Poolse Orde van het Grunwald Kruis en een aantal medailles.
- Bibsys: 90330752
- Bibliothèque nationale de France: cb119058844 (data)
- Gemeinsame Normdatei: 124360769
- International Standard Name Identifier: 0000 0001 2121 3978
- Library of Congress Control Number: n50035566
- Nationale Bibliotheek van Letland: 000128704
- Nationale Bibliotheek van Tsjechië: jn20000602355
- Nationale Bibliotheek van Israël: 987007306669105171
- Nationale Bibliotheek van Polen: a0000001222060
- Nederlandse Thesaurus van Auteursnamen: 071223290
- LIBRIS: 188629
- Système universitaire de documentation: 026902877
- Trove: 1056937
- Virtual International Authority File: 14770675
- WorldCat: E39PBJvMCcDT7d9Qy3KPyFjpyd